# Гай Серторий Брокх Квинт Сервей Иноцент
Гай Серторий Брокх Квинт Сервей Иноцент (на латински: Gaius Sertorius Brocchus Quintus Servaeus Innocens) e сенатор на Римската империя през 1 и 2 век.
През 101 г. е суфектконсул заедно с Марк Меций Целер. През 117/118 г. е проконсул на провинция Азия.